# Environmental Media Association
La Environmental Media Association (EMA) es una organización sin fines de lucro que fue fundada en 1989 por Cindy Horn, Alan Horn, Lyn Lear y Norman Lear. EMA trabaja con la industria del entretenimiento para fomentar la producción ecológica y aumentar la conciencia ambiental del público. El grupo otorga un "Sello Verde" a las producciones que reducen su huella medioambiental. La primera película en tener el sello verde de la EMA en sus créditos fue The Incredible Hulk, que realizó esfuerzos específicos durante su rodaje de 2007 para reducir las emisiones de carbono y los desechos generados durante la producción. También hay varios episodios de televisión, como el episodio de Futurama "The Problem with Popplers", y varias películas han sido galardonadas con el Environmental Media Award, que se otorga al mejor programa de televisión o película con un mensaje ambiental.
EMA también organiza desde 1991 los premios anuales Environmental Media Awards, una ceremonia de premios que celebra los esfuerzos ambientales de la industria del entretenimiento.